# Francesco (voornaam)
Francesco is een jongensvoornaam, die is afgeleid van Franciscus.
De naam werd vooral populair door de heilige Franciscus van Assisi. Zijn doopnaam was eigenlijk Giovanni (Johannes), maar zijn vader noemde hem na een reis naar Frankrijk Francesco, "Fransman".
Varianten zijn onder meer Frans en de Franse vorm François. De Germaanse naam Frank wordt ook gebruikt als verkorting van Franciscus.
Enkele personen met de voornaam Francesco zijn:
- Francesco Albani (kunstschilder)
- Francesco Bellotti
- Francesco Chicchi
- Francesco Granacci
- Francesco Guicciardini
- Francesco Durante
- Francesco Farnese
- Francesco Marto
- Francesco Gavazzi
- Francesco Gnecco
- Francesco Griffo
- Francesco Guicciardini
- Francesco Marto
- Francesco Petrarca
- Francesco Planckaert
- Francesco Reda
- Francesco Redi
- Francesco Renga
- Francesco Rismondo
- Francesco Salata
- Francesco Sforza
- Francesco Toldo
- Francesco Totti

- Francesco
- Francesco, giullare di Dio
- Francesco (film)
- Francesco (voornaam)
- Francesco Accolla
- Francesco Acerbi
- Francesco Albani
- Francesco Albani (kunstschilder)
- Francesco Albano
- Francesco Algarotti
- Francesco Alidosi
- Francesco Antonietti
- Francesco Antonio Bonporti
- Francesco Antonio Rosetti
- Francesco Antonio Valloti
- Francesco Antonio Vallotti
- Francesco Antonioli
- Francesco Antonucci
- Francesco Appiani
- Francesco Armellini Pantalassi de' Medici
- Francesco Armellini Pantalassi de’ Medici
- Francesco Bagnaia
- Francesco Baiano
- Francesco Balbi di Correggio
- Francesco Barberini
- Francesco Barberini (1597)
- Francesco Barberini (1597-1679)
- Francesco Barberini (1597–1679)
- Francesco Barberini senior
- Francesco Bardi
- Francesco Barsanti
- Francesco Bartolomeo Conti
- Francesco Bartolozzi
- Francesco Battaglini
- Francesco Belloti
- Francesco Bellotti
- Francesco Bertos
- Francesco Betti
- Francesco Bevilacqua
- Francesco Boaretti
- Francesco Bolzoni
- Francesco Bonaventura Cavalieri
- Francesco Bonporti
- Francesco Bordoni
- Francesco Borgia
- Francesco Borromini
- Francesco Botticini
- Francesco Bracci
- Francesco Brambilla
- Francesco Brioschi
- Francesco Busatto
- Francesco Busenello
- Francesco Camarda
- Francesco Camusso
- Francesco Cantelli
- Francesco Caputo
- Francesco Carotta
- Francesco Carpino
- Francesco Carratta
- Francesco Casagrande
- Francesco Casagrande (wielrenner)
- Francesco Casanova
- Francesco Cassata
- Francesco Castegnaro
- Francesco Castellacci
- Francesco Castelli Borromini
- Francesco Cavalli
- Francesco Cetti
- Francesco Chicchi
- Francesco Chiesa
- Francesco Cilea
- Francesco Clemente
- Francesco Coccopalmerio
- Francesco Coco
- Francesco Colasuonno
- Francesco Colonna
- Francesco Conconi
- Francesco Condulmer
- Francesco Contarini
- Francesco Corallo
- Francesco Corbetta
- Francesco Corbetta (componist)
- Francesco Corti
- Francesco Cossiga
- Francesco Crispi
- Francesco Crispi-vuurtoren
- Francesco Cristofoli
- Francesco Cupani
- Francesco D'Onofrio
- Francesco Dandolo
- Francesco Datini
- Francesco De Bonis
- Francesco De Fabiani
- Francesco De Giorgi
- Francesco Di Gregorio
- Francesco Di Jorio
- Francesco Di Paolo
- Francesco Domenico Chiarello
- Francesco Dracone
- Francesco Durante
- Francesco Durante (componist)
- Francesco Erizzo
- Francesco Failli
- Francesco Farioli
- Francesco Farnese
- Francesco Fedato
- Francesco Ferdinando Sanseverino
- Francesco Feroni
- Francesco Fiammingo
- Francesco Fisichella
- Francesco Forgione
- Francesco Forte
- Francesco Foscari
- Francesco Francia
- Francesco Frattini
- Francesco Friedrich
- Francesco Furini
- Francesco Gabbani
- Francesco Gargano
- Francesco Garsia
- Francesco Gasparini
- Francesco Gavazzi
- Francesco Geminiani
- Francesco Giangreco
- Francesco Ginanni
- Francesco Gnecco
- Francesco Granacci
- Francesco Graziani
- Francesco Griffo
- Francesco Grimaldi
- Francesco Guardi
- Francesco Guccini
- Francesco Guicciardini
- Francesco Guidolin
- Francesco Hayez
- Francesco III Gonzaga
- Francesco III d'Este
- Francesco III van Carrara
- Francesco II Gonzaga
- Francesco II Sforza
- Francesco II d'Este
- Francesco IV Gonzaga
- Francesco I Gonzaga
- Francesco I Sforza
- Francesco I d'Este
- Francesco I da Carrara
- Francesco I de' Medici
- Francesco I de Medici
- Francesco I van Carrara
- Francesco Iacopo della Robbia
- Francesco Imberti
- Francesco Janich
- Francesco Jose Terciado
- Francesco José Terciado
- Francesco Lamon
- Francesco Landini
- Francesco Laporta
- Francesco Lasca
- Francesco Laurana
- Francesco Lauretta
- Francesco Lodi
- Francesco Loi
- Francesco Magnanelli
- Francesco Manfredini
- Francesco Manuel Bongiorno
- Francesco Marchesiello
- Francesco Marchetti Selvaggiani
- Francesco Marchisano
- Francesco Maria Del Monte
- Francesco Maria II della Rovere
- Francesco Maria I della Rovere
- Francesco Maria Imperiale Lercari
- Francesco Maria Lercari Imperiale
- Francesco Maria Piave
- Francesco Maria Pico della Mirandola
- Francesco Maria Rini
- Francesco Maria Scala
- Francesco Maria Sforza
- Francesco Maria Veracini
- Francesco Maria de' Medici
- Francesco Maria della Rovere
- Francesco Martino
- Francesco Masciarelli
- Francesco Masini
- Francesco Maurolico
- Francesco Melzi
- Francesco Molinari
- Francesco Molinari-Pradelli
- Francesco Molino
- Francesco Montenegro
- Francesco Monterisi
- Francesco Monti
- Francesco Moraglia
- Francesco Morano
- Francesco Morini
- Francesco Morlacchi
- Francesco Morosini
- Francesco Moser
- Francesco Munzi
- Francesco Niccolini
- Francesco Onofrio Manfredini
- Francesco Pacelli
- Francesco Panetta
- Francesco Paolo Di Blasi
- Francesco Paolo Neglia
- Francesco Paolo Tosti
- Francesco Passaro
- Francesco Pavan
- Francesco Pedrini
- Francesco Pellegrino
- Francesco Penni
- Francesco Petrarca
- Francesco Pezzi
- Francesco Pi y Margall
- Francesco Piccolomini
- Francesco Piemontesi
- Francesco Pio Esposito
- Francesco Pisani
- Francesco Pisano
- Francesco Pizzi
- Francesco Planckaert
- Francesco Podesti
- Francesco Possenti
- Francesco Pricolo
- Francesco Primaticcio
- Francesco Profumo
- Francesco Prosperi
- Francesco Provenzale
- Francesco Quinn
- Francesco Ragonesi
- Francesco Raibolini
- Francesco Raselli
- Francesco Reda
- Francesco Redi
- Francesco Renga
- Francesco Ricceri
- Francesco Rismondo
- Francesco Roberti
- Francesco Romano
- Francesco Romano (wielrenner)
- Francesco Rosi
- Francesco Rossi
- Francesco Rossi (egyptoloog)
- Francesco Ruspoli
- Francesco Rustici
- Francesco Rutelli
- Francesco Saija
- Francesco Saja
- Francesco Salata
- Francesco Salesio Della Volpe
- Francesco Salesio della Volpe
- Francesco Salviati
- Francesco Salviati (aartsbisschop)
- Francesco Sansovino
- Francesco Satolli
- Francesco Saverio Caruana
- Francesco Saverio Castiglioni
- Francesco Saverio Geminiani
- Francesco Saverio Nitti
- Francesco Scardina
- Francesco Scipione Dondi dall'Orologio
- Francesco Secchiari
- Francesco Severi
- Francesco Sforza
- Francesco Simonazzi
- Francesco Somaini
- Francesco Squarcione
- Francesco Stefanelli
- Francesco Tavano
- Francesco Testa
- Francesco Testi
- Francesco Todeschini Piccolomini
- Francesco Toldo
- Francesco Tomei
- Francesco Tornabene
- Francesco Tornabene Roccaforte
- Francesco Totti
- Francesco Traini
- Francesco Tristano
- Francesco Valguarnera Arrighetti
- Francesco Valiani
- Francesco Valls
- Francesco Vanderjeugd
- Francesco Vanni
- Francesco Veenstra
- Francesco Venturini
- Francesco Verri
- Francesco Vicari
- Francesco Zantedeschi
- Francesco Zerilli
- Francesco Zola
- Francesco Zucchetti
- Francesco d'Aquino
- Francesco da Sangallo
- Francesco de' Medici
- Francesco de' Rossi
- Francesco de Avalos
- Francesco de Fabiani
- Francesco de Mendoza
- Francesco de Montesdoca
- Francesco degli Amadori
- Francesco del Cossa
- Francesco del Giocondo
- Francesco della Penna
- Francesco della Rovere
- Francesco di Gentile
- Francesco di Giorgio
- Francesco di Giorgio Martini
- Francesco di Marco Datini
- Francesco di Paola Cassetta
- Francesco di Paola Villadicani
- Francesco di Paolo
- Francesco di Segna
- Francesco di Vannuccio
- Francesco di Vannucio